# (8308) Julie-Mélissa
(8308) Julie-Mélissa es un asteroide perteneciente al cinturón de asteroides descubierto por Eric Walter Elst el 17 de abril de 1996 desde el Observatorio de La Silla, Chile.

## Designación y nombre
Julie-Mélissa fue designado inicialmente como 1996 HD13.
Más tarde, en 1998, se nombró en honor de las niñas belgas Julie Lejeune y Mélissa Russo, como símbolo del sufrimiento de los niños que padecen abusos.

## Características orbitales
Julie-Mélissa está situado a una distancia media del Sol de 2,304 ua, pudiendo acercarse hasta 1,919 ua y alejarse hasta 2,69 ua. Su inclinación orbital es 2,67 grados y la excentricidad 0,1673. Emplea 1278 días en completar una órbita alrededor del Sol. El movimiento de Julie-Mélissa sobre el fondo estelar es de 0,2818 grados por día.

## Características físicas
La magnitud absoluta de Julie-Mélissa es 14,8.